# دیوید شروین
دیوید شروین (انگلیسی: David Sherwin؛ ۲۴ فوریهٔ ۱۹۴۲ – ۸ ژانویهٔ ۲۰۱۸) فیلم‌نامه‌نویس اهل بریتانیا بود.
از فیلم‌ها یا مجموعه‌های تلویزیونی که وی در آن‌ها نقش داشته‌است، می‌توان به ای مرد خوش‌شانس! و اگر.... اشاره نمود.